# スゼット・ハービン
スゼット・ハービン（Suzette Harbin、1915年7月4日 - 1994年9月5日）は、アメリカ合衆国の女優、ダンサー。

## 生い立ち
ハービンは、テキサス州レッドベター出身であったが、カリフォルニア州育ちで、幼いころ当初はパシフィックグローブに、次いでロサンゼルスに住んでいた。ハービンは1934年にジェファーソン高等学校を卒業したが、これは1933年ロングビーチ地震で、学校の校舎が破壊された直後のことであった。

## 経歴
1930年代のロサンゼルスで、ハービンはまず、美術モデルとして働き始めた。やがて映画に出演するようになり、出演作は、『薔薇はなぜ紅い (So Red the Rose)』（1935年）、『Up Jumped the Devil』（1941年）、『キャビン・イン・ザ・スカイ (Cabin in the Sky』（1943年）、『ストーミー・ウェザー (Stormy Weather』（1943年）、『I Dood It』（1943年）、『ジャム・セッション (Jam Session)』（1944年）、『脱出 (To Have and Have Not)』（1944年）、『ジーグフェルド・フォリーズ (Ziegfeld Follies)』（1945年）、『Look-Out Sister』（1947年）、『The Foxes of Harrow』（1947年）、『踊る海賊 (The Pirate)』（1948年）、『Sky Dragon』（1949年）、『Destination Murder』（1950年）、『シマロン・キッド (The Cimarron Kid』（1952年）、『Skirts Ahoy!』（1952年）、『嵐を呼ぶ太鼓 (Lydia Bailey)』（1952年）、『Bomba and the Jungle Girl』（1952年）、『The Green-Eyed Blonde』（1957年）などにのぼった。また、彼女はテレビ番組『Wagon Train』にも一度出演した。1940年代から1950年代にかけての主流の映画作品の中で、黒人女優に与えられ得た役柄を演じるには、彼女は「可愛すぎる (too pretty)」と言われることもしばしばであった。
1954年、ハービンは、慰問団に加わって朝鮮半島に赴き、当地の軍事施設などにおいて、駐留米軍の兵員のために25回の公演をおこなったが、この慰問団は「出演者全員が黒人芸人から成る一座が朝鮮を巡業するのは初めて (first all-Negro entertainment package to tour Korea)」と謳っていた。同年には、アラスカ州の軍事基地にも巡業したが、こちらでは一座で唯一の黒人出演者であった。
1960年に彼女は引退し、モントレー半島へ移り住み、子ども向けの劇場の経営にあたるとともに、モントレー郡の保護観察官 (juvenile officer) も務めた。1980年には、出身地であるテキサス州に戻り、サンアントニオのサンアントニオ国際空港で、空港内のツアー・ガイドとして働いた。

## 私生活
ハービンは、1938年にヒルドレッド・クロード・ジョンソン (Hildred Claude Johnson) と結婚し、一時期は、スゼット・ハービン＝ジョンソン (Suzette Harbin-Johnson) と名乗っていた。1952年には、自動車事故に遭って負傷した。1954年には、カリカチュアの描き手であったカルヴィン・ベイリー (Calvin Bailey) と結婚した。ハービンは、1994年に、テキサス州サンアントニオにおいて、79歳で死去した。

## フィルモグラフィ
| 年     | タイトル                                      | 配役                                                | 注記           |
| ------ | --------------------------------------------- | --------------------------------------------------- | -------------- |
| 1935年 | 薔薇はなぜ紅い (So Red the Rose)              | Belle                                               | クレジットなし |
| 1941年 | Up Jumped the Devil                           |                                                     |                |
| 1943年 | キャビン・イン・ザ・スカイ (Cabin in the Sky) | Dancer / Jim Henry's Paradise Patron                | クレジットなし |
| 1943年 | ストーミー・ウェザー (Stormy Weather)         | Dancer / Nightclub Patron                           | クレジットなし |
| 1943年 | I Dood It                                     | Part of Hazel Scott's Entourage / Singer in Jericho | クレジットなし |
| 1944年 | ジャム・セッション (Jam Session)              | Woman Armstrong Sings To                            | クレジットなし |
| 1944年 | 脱出 (To Have and Have Not)                   | Waitress                                            | クレジットなし |
| 1945年 | ジーグフェルド・フォリーズ (Ziegfeld Follies) | Flirt ('Love')                                      | クレジットなし |
| 1947年 | Look-Out Sister                               | Betty Scott                                         |                |
| 1947年 | The Foxes of Harrow                           | Belle                                               | クレジットなし |
| 1948年 | 踊る海賊 (The Pirate)                         | Black Maid                                          | クレジットなし |
| 1949年 | Sky Dragon                                    | Maid #2                                             | クレジットなし |
| 1950年 | Destination Murder                            | Harriett - Nightclub Maid                           |                |
| 1952年 | シマロン・キッド (The Cimarron Kid)           | Mrs. Stacey                                         | クレジットなし |
| 1952年 | Skirts Ahoy!                                  | Black Drill Team Member                             | クレジットなし |
| 1952年 | 嵐を呼ぶ太鼓 (Lydia Bailey)                   | Floreal                                             | クレジットなし |
| 1952年 | Bomba and the Jungle Girl                     | Princess Baru                                       |                |
| 1957年 | The Green-Eyed Blonde                         | Younger Woman                                       | クレジットなし |